# Thalia's Mixtape
Thalia's Mixtape es el decimosexto álbum de estudio de la cantante mexicana Thalía. Fue lanzado el 28 de abril de 2023 a través de Sony Music Latin. Es un álbum de covers que rinde tributo a algunos de los grandes éxitos del rock en español de las décadas de los ochenta y noventa. El álbum fue producido por Rafa Arcaute y Áureo Baqueiro.

## Producción y lanzamiento
El álbum fue precedido por el sencillo Psycho Bitch, lanzado en noviembre de 2022.
El 29 de marzo de 2023, Thalía reveló a través de un video subido a su página de Instagram el nombre de su nuevo álbum, anunciando su disponibilidad para pre-guardarlo a partir del día siguiente. El 30 de marzo de 2023, Thalía reveló la portada del disco así como la fecha de lanzamiento para el 28 de abril del mismo año.
El 14 de abril de 2023, Thalía reveló el listado de canciones del álbum a través de un video subido en sus cuentas oficiales de redes sociales, así como su canal de Youtube.

## Promoción
El 21 de febrero de 2023 Thalía confirmó su colaboración con la cantante mexicana Kenia Os. El dúo grabó una nueva versión del éxito de 1999 «Para No Verte Más», originalmente interpretado por la banda argentina La Mosca Tsé-Tsé, y fue lanzada el 2 de marzo de 2023 junto a su video musical. Finalmente, este tema se convertiría en el primer sencillo del nuevo disco de Thalía que se anunciaría unas semanas después.
El 27 de abril de 2023, Thalía estrenó el videoclip del segundo sencillo: «Devuélveme a Mi Chica» junto a David Summers.
El 4 de mayo de 2023, se lanzaron tres videoclips correspondientes a los temas «Pachuco» con Roco Pachukote, «La Muralla Verde» con Ben Carrillo y Bruses y «Florecita Rockera» con Aterciopelados y León Leiden.
El 5 de julio de 2023, se estrenó el videoclip de «Mixtape Medley» dirigido por Enrique Vega.El 27 de julio de 2023, se lanzó un visualizer generado con el uso de inteligencia artificial por Project Ravenlight para el tema «Me Cuesta Tanto Olvidarte».
El 8 de agosto de 2024, fue publicado en la cuenta de YouTube de Thalía el vídeo oficial de «Persiana Americana» junto a Charly Alberti.

### Thalia's Mixtape: El Soundtrack de Mi Vida
Como complemento del álbum, Thalía anunció el 13 de abril de 2023 el lanzamiento de un documental de tres episodios a través de la plataforma de streaming Paramount+, el cual estará disponible el 2 de mayo de 2023 en Estados Unidos y Canadá y el 3 de mayo en Latinoamérica, Australia y Europa. En los tres episodios se verá a Thalía reunirse e interpretar los diferentes temas con artistas tales como Charly Alberti, Rocco Pachukote, David Summers, Kenia Os, Ben Carrillo, Bruses y León Leiden. La serie fue producida por Bruce Gilmer y Amanda Culkowski.

## Recepción
Thalia's Mixtape fue nominado a la categoría Mejor Álbum del Año Pop/Urbano en la 36 entrega del Premio Lo Nuestro en 2024.

## Listado de canciones
| Thalia's Mixtape |                                                                             | |          |  |
| N.º              | Título                                                                      | Escritor(es) | Duración |  |
| 1.               | «Devuélveme a Mi Chica» (con David Summers)                                 | David Summers | 3:23     |  |
| 2.               | «Pachuco» (con Roco Pachukote)                                              | Aldo Rubén Acuña Yance, Eulalio Cervantes Galarza, Enrique Montes Arellano, Adrián Navarro Maycotte, Rolando Javier Ortega Cuenca, José Luis Paredes Cacho | 3:12     |  |
| 3.               | «Florecita Rockera» (con Aterciopelados y León Leiden)                      | Héctor Vicente Buitrago | 2:45     |  |
| 4.               | «Persiana Americana»                                                        | Gustavo Adrián Cerati, Jorge Antonio Daffunchio | 4:01     |  |
| 5.               | «Me Cuesta Tanto Olvidarte»                                                 | José María Cano Andrés | 3:23     |  |
| 6.               | «Rayando el Sol»                                                            | Alejandro González Trujillo, José Fernando Emilio Olvera Sierra                                                                                            | 4:23     |  |
| 7.               | «Para No Verte Más» (con Kenia Os)                                          | Guillermo Fabian Novellis, Pablo Tisera | 3:18     |  |
| 8.               | «Cuando Seas Grande»                                                        | Miguel Ángel Mateos | 3:51     |  |
| 9.               | «Mixtape Medley» (Yo No Me Llamo Javier / No Voy En Tren / Obsesión / Mamá) | Carlos Alberto García, Miguel Ángel Mateos, Pablo Carbonell Sánchez Gijón, Roberto Casas Torres, José Luis Moure Alonso                                    | 4:28     |  |
| 10.              | «La Muralla Verde» (con Ben Carrillo y Bruses)                              | Horacio Eduardo Cantero, José Daniel Piccolo | 3:07     |  |
| 11.              | «Lucha de Gigantes»                                                         | Antonio Vega Talles | 4:02     |  |